# Sergio Chumil
Chumil  González est un nom espagnol. Le premier nom de famille, en général paternel, est Chumil ; le second, en général maternel, souvent omis, est González.
Sergio Geovani Chumil González (né le 8 octobre 2000) est un coureur cycliste guatémaltèque.

## Biographie
Sergio Chumil commence le cyclisme à l'Association Départementale de Chimaltenango. 
En 2018, il est champion du Guatemala du contre-la-montre juniors (moins de 19 ans). L'année suivante, il remporte le titre national dans le contre-la-montre et termine troisième de la course en ligne. Il fait ensuite ses débuts espoirs en 2019, toujours au sein de l'équipe AD Chimaltenango. Bon grimpeur, il se distingue lors du Tour du Guatemala en réalisant trois tops cinq d'étape, pour sa première participation.
En 2020, il se classe septième du Tour du Guatemala et du Tour de l'Équateur, dans une saison perturbée par la pandémie de Covid-19. Lors de la saison 2021, il est sacré double champion du Guatemala espoirs (en ligne et en contre-la-montre). Il termine également deuxième du championnat d'Amérique centrale et sixième du championnat panaméricain sur route dans sa catégorie.

## Palmarès et résultats

### Par année
- 2017
  -  Champion du Guatemala sur route juniors
- 2018
  -  Champion du Guatemala du contre-la-montre juniors
  - 3e du championnat du Guatemala sur route juniors
- 2021
  -  Champion du Guatemala sur route espoirs
  -  Champion du Guatemala du contre-la-montre espoirs
  - 3e étape du Tour Por la Paz
  - 2e du championnat du Guatemala sur route
  -  Médaillé d'argent du championnat d'Amérique centrale sur route espoirs
- 2022
  -  Médaillé d'argent du championnat d'Amérique centrale sur route espoirs
- 2023
  - Vuelta al Altiplano Márquense :
    - Classement général
    - 1re, 2e et 5e étapes

  - 2e étape du Tour de Navarre
  - Tour de Zamora : 
    - Classement général
    - 4e étape

  - 4e et 5e étapes du Tour du Guatemala
- 2024
  -  Champion du Guatemala sur route
  - 3e étape du Tour du Portugal
  - 2e du championnat du Guatemala du contre-la-montre
- 2025
  -  Champion du Guatemala du contre-la-montre
  - 4e étape du Gran Camiño
  -  Médaillé d'argent du championnat d'Amérique Centrale sur route
  - 3e de la Classica Camp de Morvedre

### Classements mondiaux
| Année                                 | 2020  | 2021 | 2022  | 2023  | 2024 |
| ------------------------------------- | ----- | ---- | ----- | ----- | ---- |
| Classement mondial                    | 1556e | 502e | 2885e | 1224e | 452e |
| UCI America Tour                      | 147e  | 49e  | 504e  | nc    | 40e  |
|                                       |       |      |       |       |      |
| Légende : nc = non classéSource : UCI |       |      |       |       |      |